# LOT-Flug 007
Eine Iljuschin Il-62 der polnischen Fluggesellschaft Polskie Linie Lotnicze LOT verunglückte am 14. März 1980 auf dem LOT-Flug 007 in Warschau in unmittelbarer Nähe des Hauptstadt-Flughafens in Okęcie beim Landeanflug. Alle 87 Personen an Bord starben.

## Flug und Flugzeug
Flug LO 007 war ein Transatlantikflug der polnischen Fluggesellschaft LOT vom New Yorker „John F. Kennedy International Airport“ (JFK/KJFK) zum Warschauer Flughafen Okęcie (WAW/EPWA). Die Verbindung bestand seit dem 16. April 1972.
Das Unfallflugzeug war eine vierstrahlige Iljuschin Il-62 Baujahr 1971, die erste Il-62, die die LOT für transatlantische Flüge erworben hatte. Die Maschine war „Mikołaj Kopernik“ getauft worden, das Luftfahrzeugkennzeichen lautete SP-LAA, die Besatzung bestand aus 10 Personen.
Planmäßig hätte das Flugzeug den Kennedy-Flughafen am 13. März um 19:00 Uhr (lokale Zeit New York) verlassen sollen. Wegen eines starken Schneesturms konnte erst um 21:18 gestartet werden. Nach einem neunstündigen, bis dahin problemlosen Flug erreichte die Maschine um 11:13 Uhr (lokale Zeit Warschau) die polnische Hauptstadt.

## Unfall
Während des Landeanflugs meldete die Crew den Ausfall der Fahrgestell-Leuchtanzeige an die Flughafen-Kontrolle. Da nicht klar war, ob das Fahrgestell zur Landung ausgefahren war, entschied die Crew sich für Landeabbruch und Überflug, um dem Bordingenieur eine Überprüfung der Elektrik und des Status des Fahrgestells zu ermöglichen – ein in solchen Fällen übliches Verfahren. Einige Sekunden nach dieser Bekanntgabe sackte die Maschine, anstatt zu steigen, aber stark ab und etwa 30 Sekunden später streifte sie mit ihrer rechten Tragfläche Bäume eines kleinen Wäldchens nördlich des vereisten Wassergrabens des ehemaligen Warschauer Forts VI („Okęcie“). Mit einer Geschwindigkeit von 380 km/h und einem Sinkwinkel von 20 Grad stürzte sie in den rund drei Meter tiefen Graben, der circa einen Kilometer westlich der Flughafen-Landebahn liegt.
Bei der Kollision mit Bäumen und dem Aufprall auf das Festungsfundament wurde das Flugzeug stark zerstört und versank teilweise im Schlamm des Grabens.

## Opfer
Da der tiefe Schlamm das Auffinden von Wrackteilen und damit die genaue Rekonstruktion des Unfalles erschwerte, wurde das Wasser des Grabens abgelassen.
Bei dem Absturz kamen alle 77 Passagiere sowie die zehn Besatzungsmitglieder ums Leben. Unter den Verunglückten befanden sich die polnische Sängerin Anna Jantar, der US-amerikanische Musikethnologe Alan P. Merriam sowie sechs polnische Studenten, die an einer AIESEC-Konferenz in New York teilgenommen hatten. Außerdem war eine Gruppe amerikanischer Amateur-Boxer, die in zwei Boxturnieren gegen polnische und sowjetische Boxer in Krakau und Kattowitz antreten sollten, mit ihren Betreuern an Bord. Ein Mitglied des Teams war auch der US-amerikanische Meister im Halbweltergewicht, Lemuel Steeples. Zu den verunglückten Crewmitgliedern gehörten der Flugkapitän Paweł Lipowczan sowie der Erste Offizier Tadeusz Łochocki.
| Nationalität                    | Passagiere | Besatzung | Gesamt |
| ------------------------------- | ---------- | --------- | ------ |
| Polen                           | 42         | 10        | 52     |
| Vereinigte Staaten              | 28         | 0         | 28     |
| Sowjetunion                     | 4          | 0         | 4      |
| Deutsche Demokratische Republik | 3          | 0         | 3      |
| Gesamt                          | 77         | 10        | 87     |

## Unfallursache
Die Unfallstelle wurde umgehend abgesperrt und die beiden Flugrekorder (Cockpit-Gespräche, Flugdatenrekorder) schnell gefunden. Allerdings brachen die Aufzeichnungen 26 Sekunden vor dem Aufprall ab. Nach dem Zusammensetzen der Kusnezow NK-8-Turbojet-Triebwerke zeigte sich, dass Turbine Nr. 2 bereits vor dem Aufprall zerstört war. Die Turbinenscheibe dieses Triebwerks fand man – zerbrochen in Einzelteile – rund vier Kilometer entfernt vom Unfallort. Untersuchungen dieser Bruchstücke wiesen auf eine Materialermüdung hin. Die Rekonstruktion der Cockpit-Abläufe ergab, dass die Treibstoffzufuhr der Triebwerke 2 und 3 abgestellt war, während Triebwerk 4 (rechts außen) auf vollen Schub gestellt war. Vermutlich hatten Materialfehler in Turbine 2 zu einem Zerfall dieses Triebwerkes in seine Einzelteile geführt, welche hiernach zwei weitere Triebwerke sowie die Ansteuerung von Höhenruder und Seitenruder unweit der Ansatzstelle der Schwanzflosse beschädigten. Der plötzliche Schub- wie Lenkverlust der Maschine hatte zu dem verhängnisvollen Absinken in der nur geringen Höhe geführt, das knapp eine halbe Minute nach Eintritt des Defektes zum Aufschlag führte.
Nach Angaben der polnischen Kommission zur Untersuchung des Unfalls war der Absturz auf Material-, Produktions- sowie Konstruktionsfehler zurückzuführen. Gemäß einem Artikel zum 30. Jahrestag des Unfalls in der polnischen Zeitschrift Newsweek weisen Unterlagen im Institut für Nationales Gedenken (IPN) darauf hin, dass der Druck von Behörden der Volksrepublik Polen LOT zu Kostenreduzierungen bei der Flugzeugwartung und zu Überlastungen der Triebwerke gezwungen habe. Die gefundene Turbinenscheibe habe Spuren unsachgemäßer Reparaturversuche seitens des LOT-Bodenpersonals aufgewiesen. Flugexperten meldeten Zweifel an der Korrektheit des Artikels an.

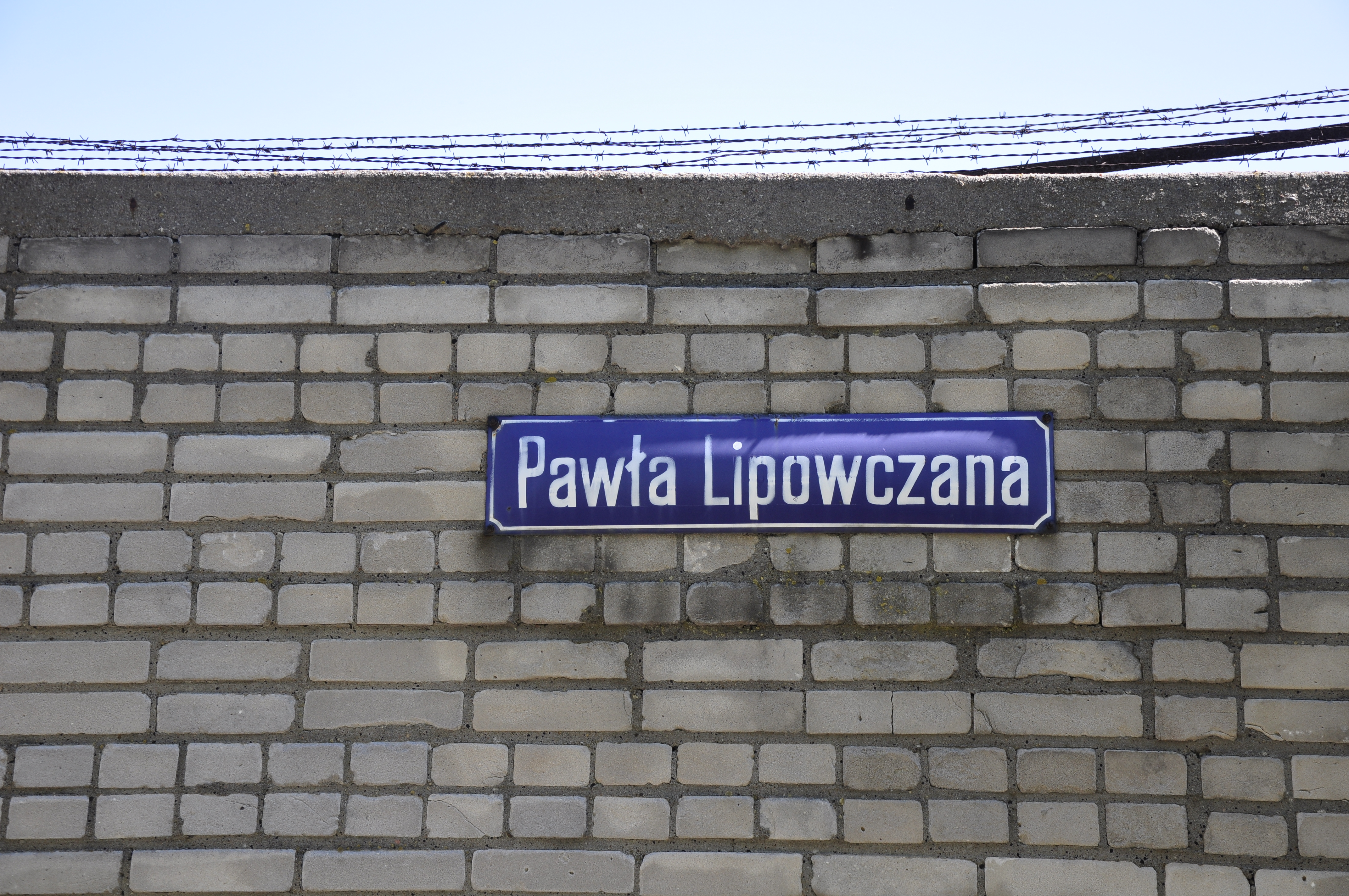
Straßenschild einer nach dem Kapitän benannten Straße am Unfallort

## Gedenkstätten

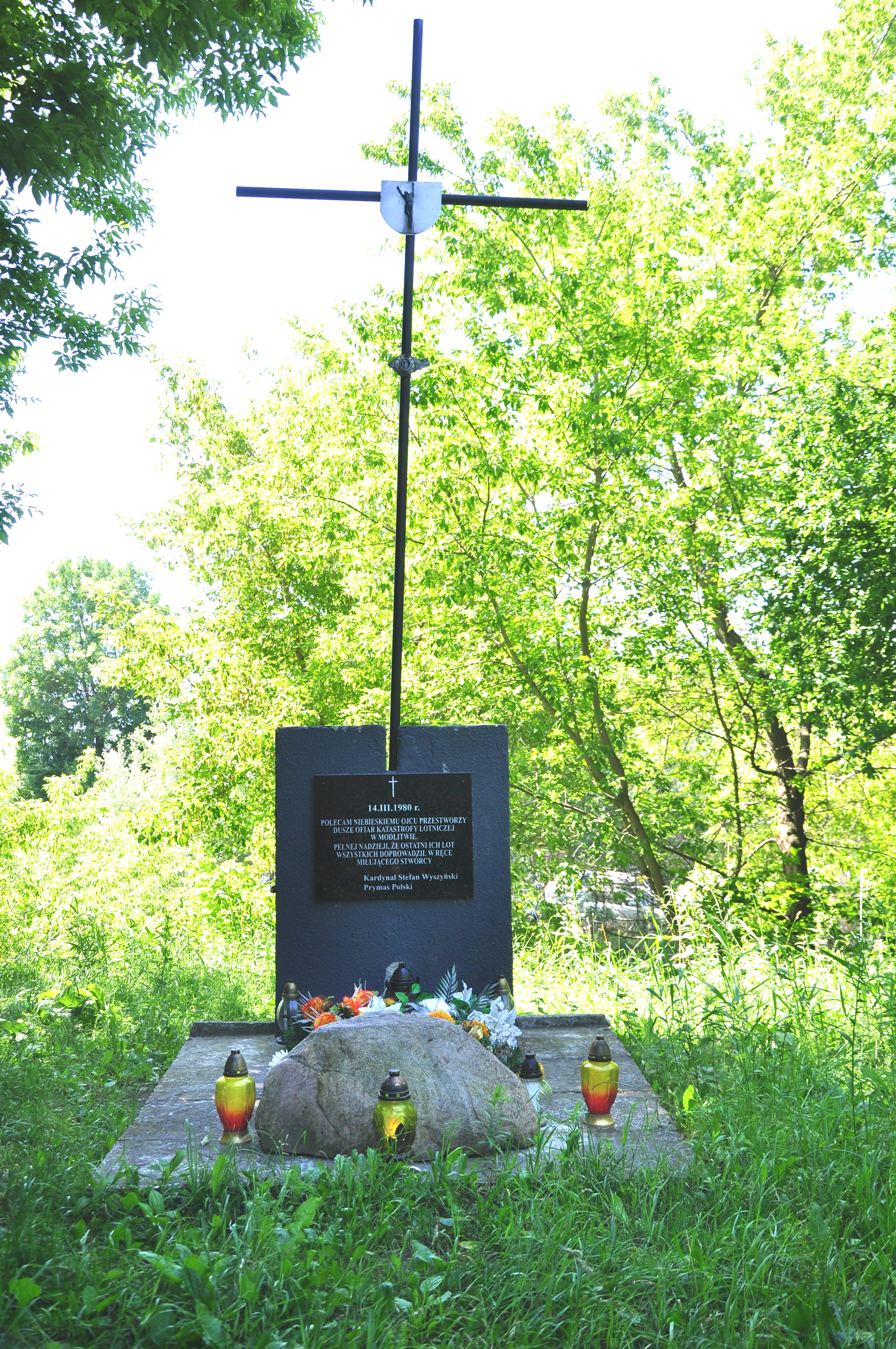
Gedenkstein an der Unfallstelle beim Warschauer Fort VI („Okęcie“)

An der Unfallstätte (auf dem nördlichen Ufer des Festungsgrabens) wurde ein Gedenkstein aufgestellt, auf dem der polnische Primas, Kardinal Stefan Wyszyński, der Verunglückten im Gebet gedacht hat.
Ein Bronze-Denkmal, auf dem ein niedergeschlagener Boxer liegt, wurde vor dem Warschauer Sportverein SKRA an der Wawelska-Straße errichtet. Auf ihm sind die Namen der verstorbenen Amateurboxer und ihrer Betreuer aus den USA eingraviert. Ein identisches Denkmal wurde auf dem „United States Olympic Training Center“ in Colorado Springs aufgestellt. Die beiden Denkmäler wurden von Thomas Kane und dem Internationalen Amateurboxverband AIBA finanziert und vom US-amerikanischen Künstler Auldwin Thomas Schonberg geschaffen.
Die Gräber des fliegenden Personals der „Kopernik“ liegen auf dem Warschauer Powązki-Militärfriedhof. Anna Jantar wurde auf dem Friedhof Wawrzyszew beerdigt.
Dem Kapitän Pawel Lipowczan wurde zugeschrieben, die Maschine gezielt vor dem unbewohnten Fort abgestürzt haben zu lassen, und so ein naheliegendes Wohngebiet, die benachbarte sechsspurige Krakowska-Allee und das Jugendgefängnis verschont zu haben. Eine beim Unfallort verlaufende kleine Straße wurde deshalb 1990 nach ihm benannt.

## Galerie

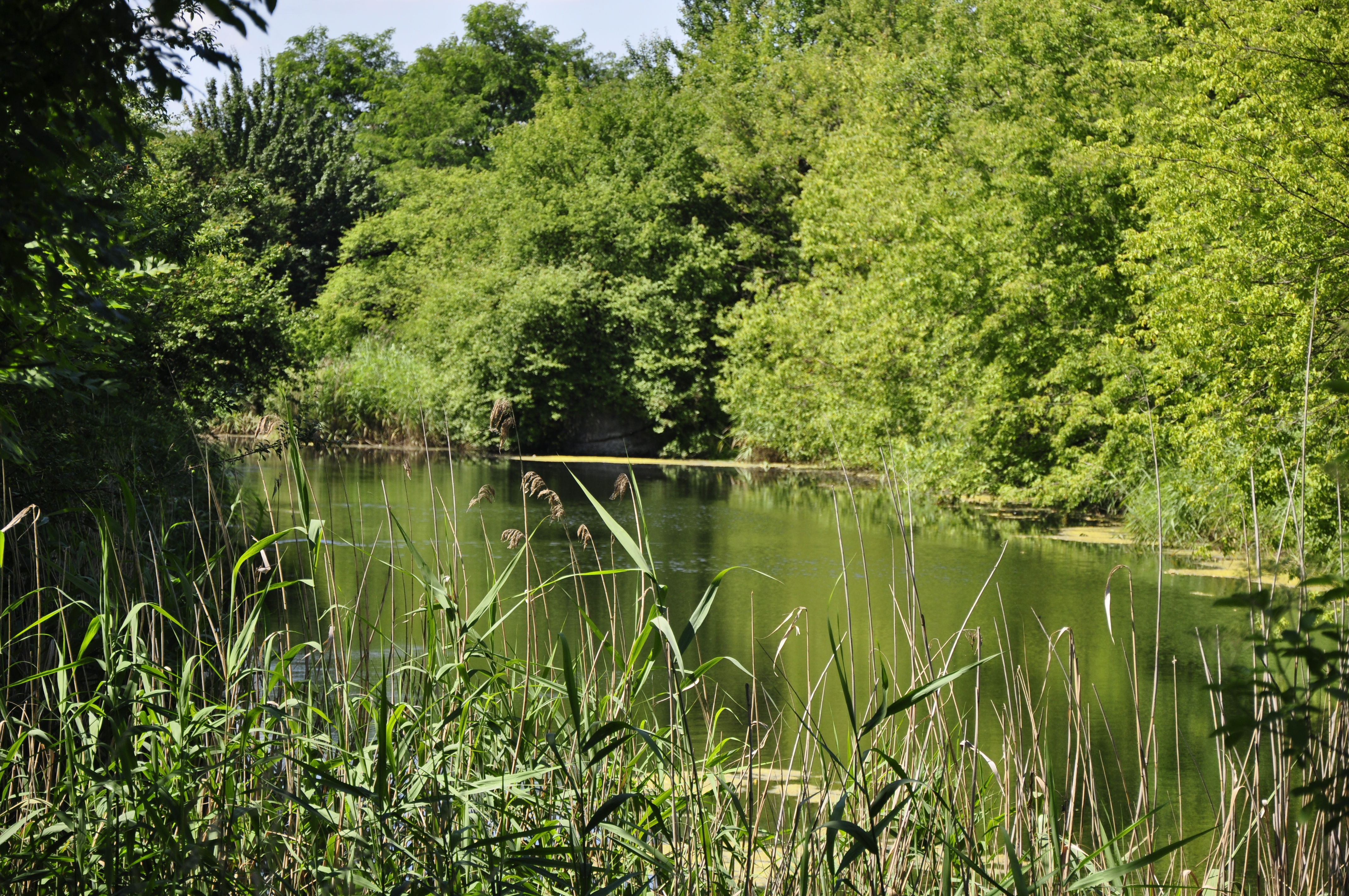
Stelle des Absturzes: Wassergraben des Fort VI
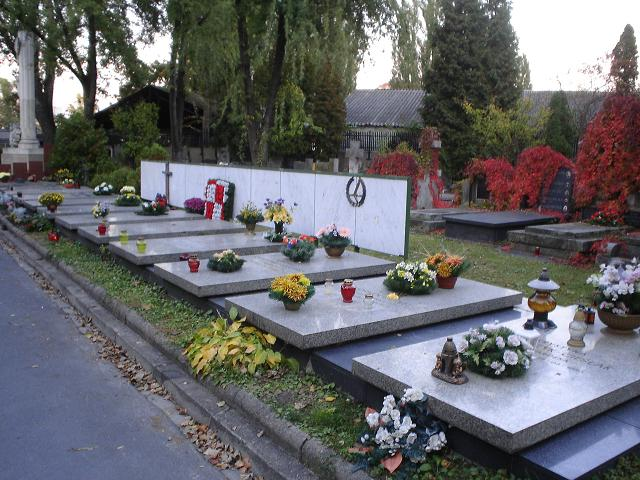
Gräber der Crew auf dem Powązki-Militärfriedhof
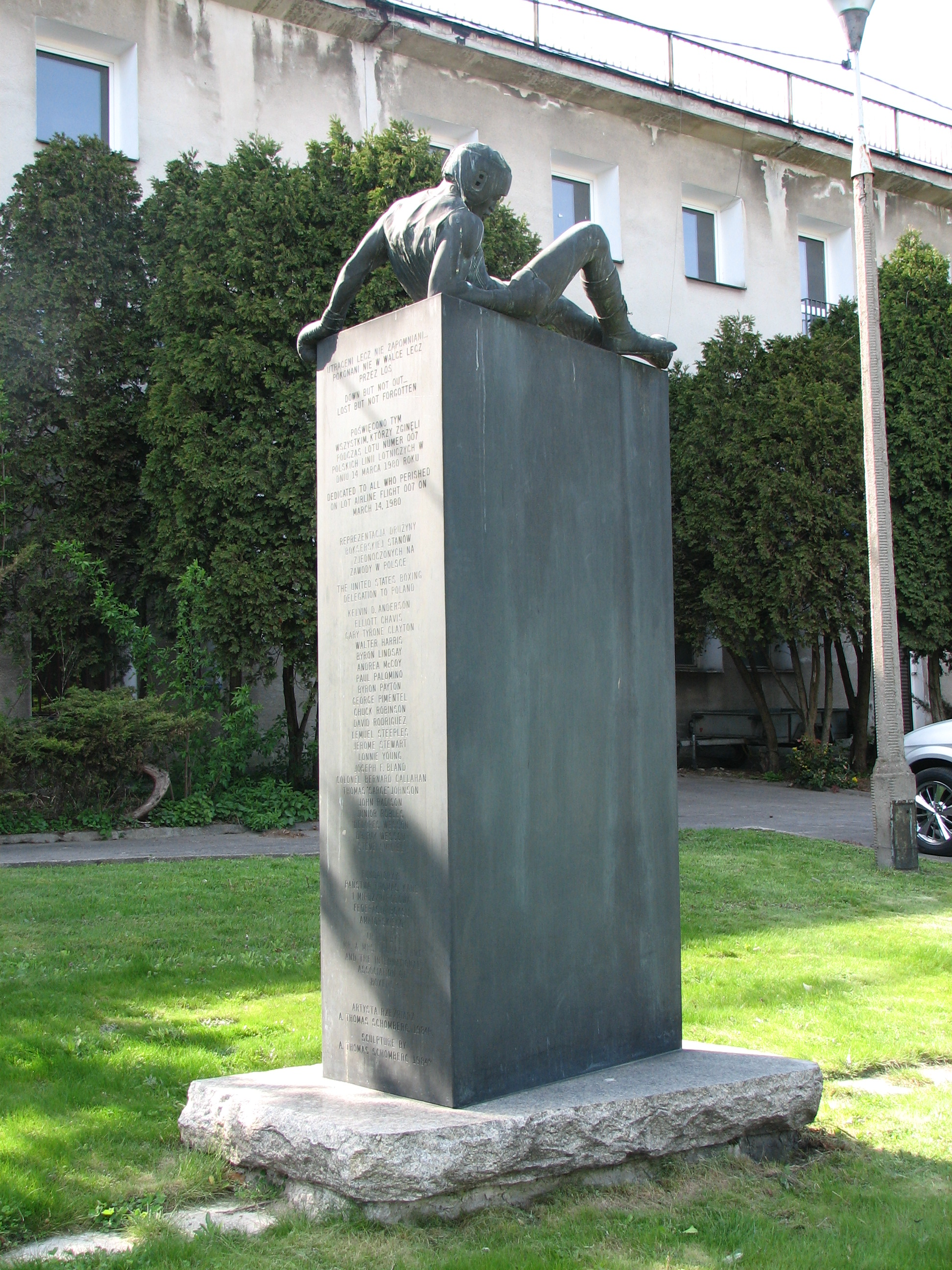
Denkmal für die Opfer an der Wawelska-Straße
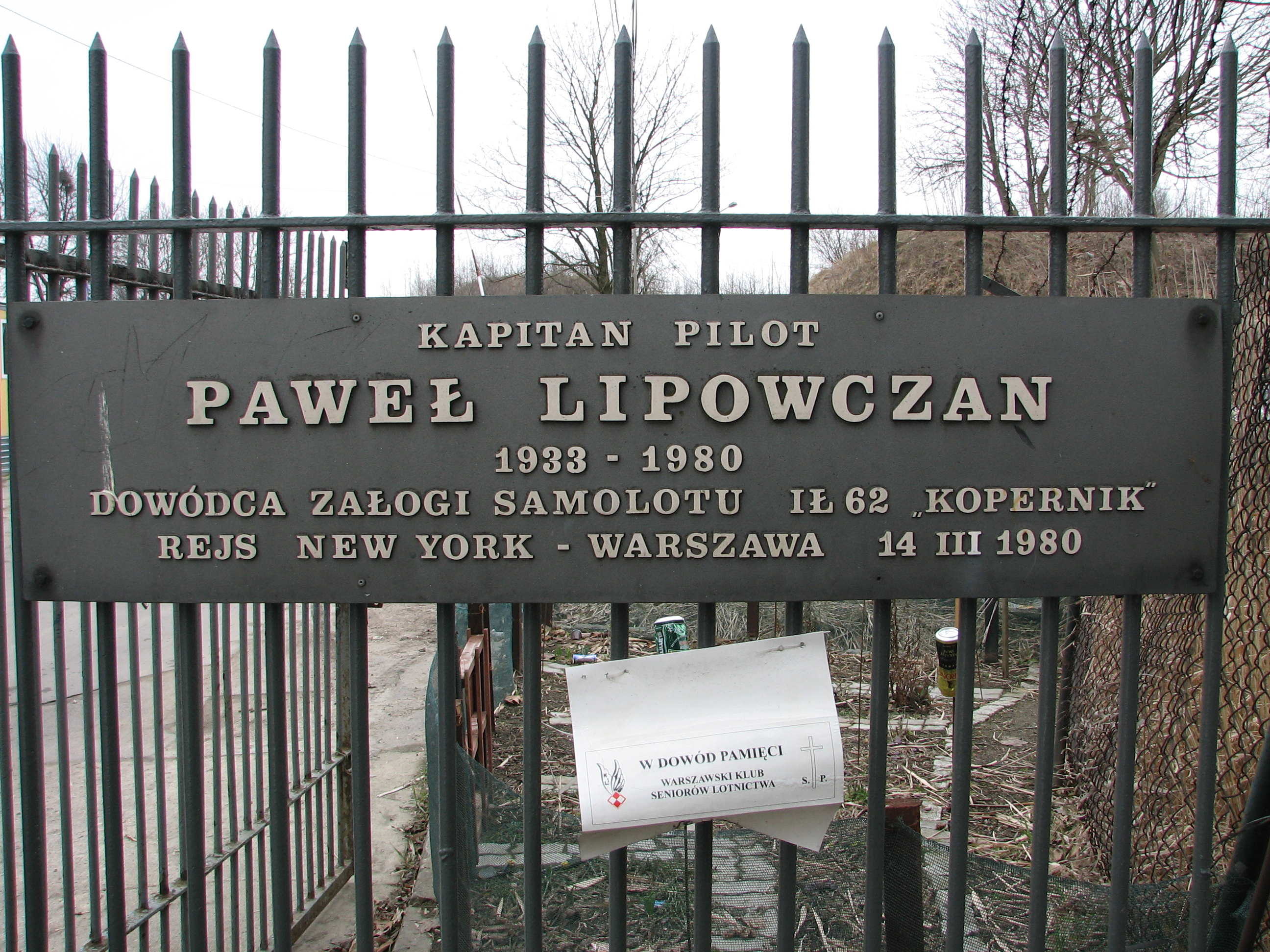
Gedenktafel an den Kapitän

### Fotos
- Foto der Il-62 „Mikołaj Kopernik“ auf dem JFK-Flughafen im Januar 1979
- Foto der Il-62 „Mikołaj Kopernik“ vom 8. August 1977
- Foto des Wracks vor den Kasematten des Forts, aus: Aircraft Crashes Record Office